# Война в долине Оуэнс
Война в долине Оуэнс (англ. Owens Valley Indian War) — вооружённый конфликт между Соединёнными Штатами и индейскими племенами, происходивший в районе долины Оуэнс в восточной части штата Калифорния с 1862 по 1867 годы. Индейцы, принимавшие участие в войне, были в основном из племени моно, кроме них в конфликте участвовали некоторые воины западных шошонов, кавайису и тубатулабал.
Конфликт начался в 1862 году из-за пренебрежительного отношения американцев к собственности и правам на землю местных индейцев. Индейские воины в основном использовали тактику внезапных нападений и редко сражались большими группами. Уничтожение американцами запасов продовольствия на зимний период и превосходство в вооружении стали ключевыми факторами, которые привели к быстрому завершению конфликта через год, но незначительные стычки продолжились до 1867 года. По разным оценкам в ходе войны погибло 60 американцев и около 200 индейцев. 